# In Between Dreams
In Between Dreams – trzeci album Jacka Johnsona. Został nagrany na Hawajach i wydany w Stanach Zjednoczonych 1 marca 2005 roku przez wytwórnię Brushfire. Poza Johnsonem na płycie pojawiają się: Adam Topol (bębny i perkusja) oraz Merlo Podlewski (gitara basowa).
10 maja 2006 roku całkowita sprzedaż albumu w Stanach Zjednoczonych wyniosła 2,1 milionów egzemplarzy.

## Lista utworów
1. "Better Together" – 3:27
2. "Never Know" – 3:32
3. "Banana Pancakes" – 3:12
4. "Good People" – 3:28
5. "No Other Way" – 3:09
6. "Sitting, Waiting, Wishing" – 3:03
7. "Staple It Together" – 3:16
8. "Situations" – 1:17
9. "Crying Shame" – 3:06
10. "If I Could" – 2:25
11. "Breakdown" – 3:32
12. "Belle" – 1:43
13. "Do You Remember" – 2:24
14. "Constellations" – 3:21
15. "Mudfootball - Live" (brytyjski bonusowy utwór) – 4:24

## Pozycje na listach
| Rok  | Notowanie           | Pozycja |
| ---- | ------------------- | ------- |
| 2005 | U.S. Billboard 200  | 2       |
| 2005 | Top Canadian Albums | 3       |
| 2005 | Top Internet Albums | 2       |
| 2006 | U.S. Billboard 200  | 2       |
| 2006 | Top Internet Albums | 64      |